# Nescicroa heinrichi
Nescicroa heinrichi is een insect uit de orde Phasmatodea en de  familie Diapheromeridae. 